# Spaans bloemenblauwtje
Het Spaans bloemenblauwtje (Glaucopsyche melanops) is een vlinder uit de familie van de Lycaenidae, de kleine pages, vuurvlinders en blauwtjes. De soort komt voor in westelijk Zuid-Europa en Noord-Afrika. De vlinder heeft een voorvleugellengte van 11 tot 13 millimeter. De soort vliegt van mei tot juli. De vlinder vliegt op hoogtes tot 1200 meter. De habitat bestaat uit open bos of struweel.
De waardplanten van het Spaans bloemenblauwtje zijn diverse vlinderbloemigen. De soort overwintert als pop.

## Ondersoorten
- Glaucopsyche melanops melanops
- Glaucopsyche melanops algirica (Heyne, 1895)
- Glaucopsyche melanops alluaudi (Oberthür, 1922)